# مهى الخليل الجلبي
مهى الخليل الجلبي (ولدت في 2 أبريل 1938 في صور، لبنان)، وتُكتب أيضًا الشلبي - هي الأمين العام للجمعية الدولية لإنقاذ صور (Association Internationale pour la Sauvegarde de Tyr - AIST) وكانت سفيرة اليونسكو للنوايا الحسنة باعتبارها "مدافعة قوية عن التراث". تتأرجح هذه الوريثة بين الطبقات الراقية في بيروت وباريس، وقد أشادت بها الصحافة الصفراء باعتبارها "أميرة صور".